# Lekeryd

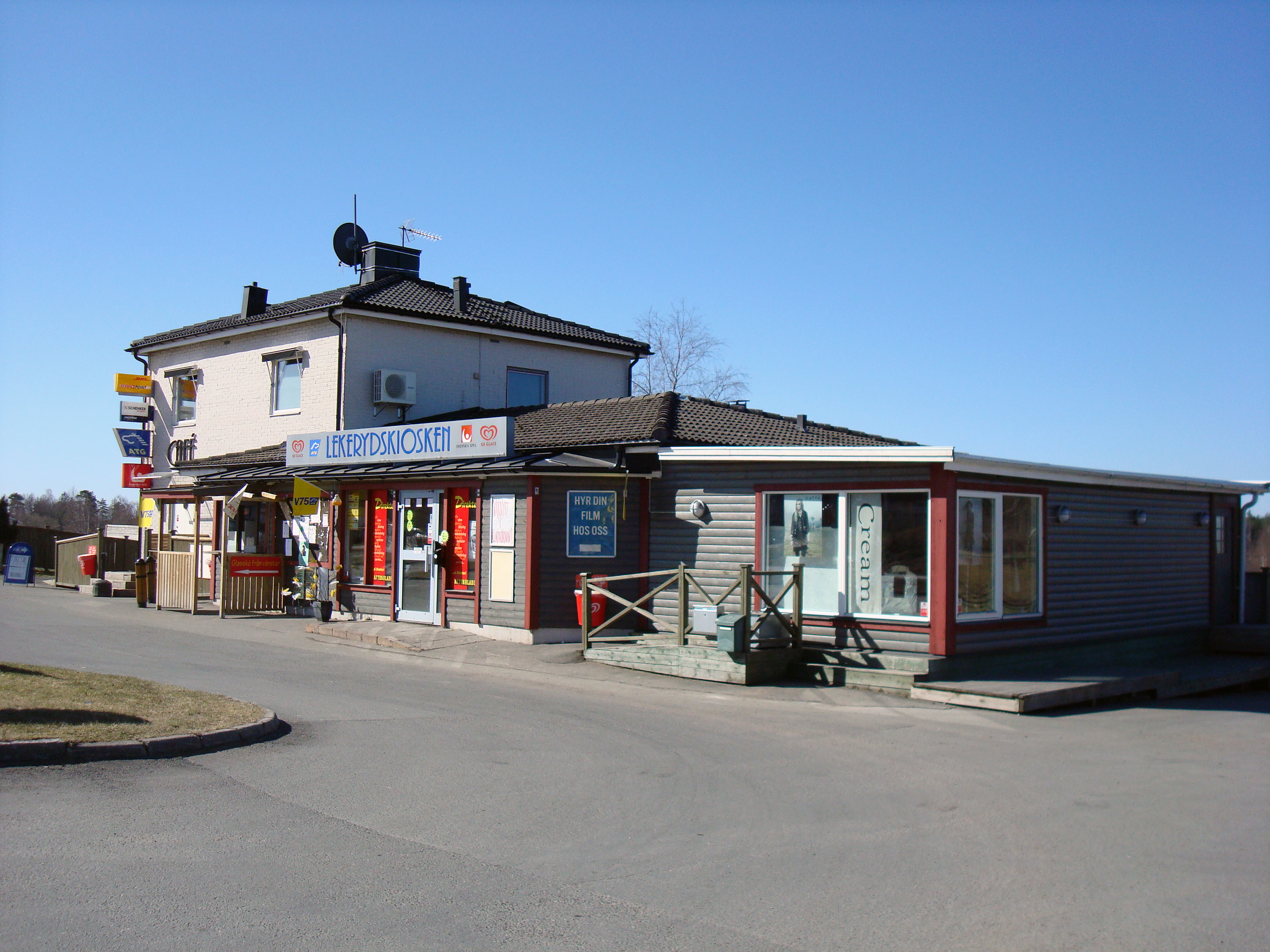
Lekerydskiosken

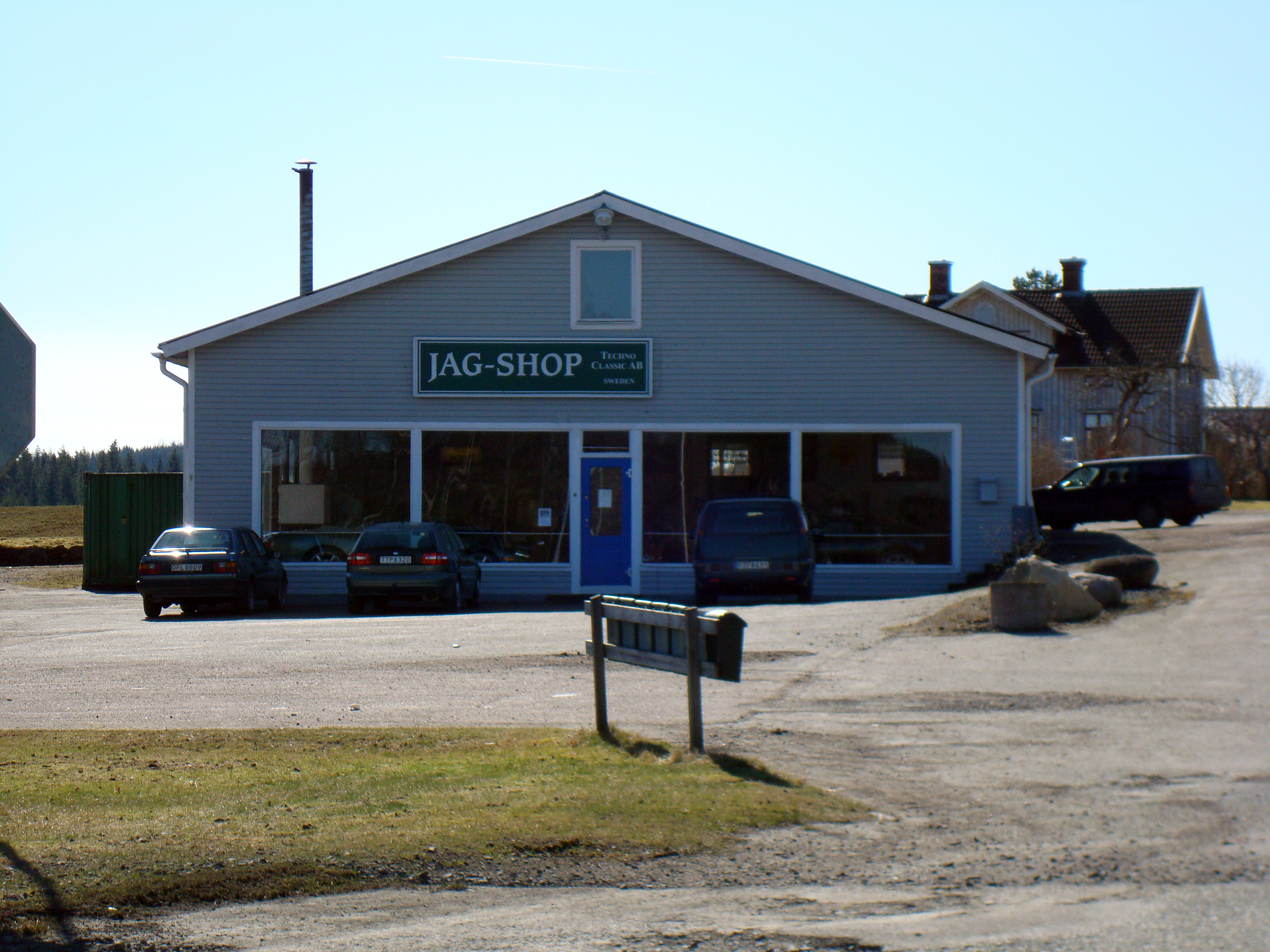
Jaguaraffären i Lekeryd

Lekeryd är en tätort och  kommundel i Jönköpings kommun i Jönköpings län samt kyrkby i Lekeryds socken. Lekeryd ligger mellan Huskvarna och Aneby i Småland. 

## Befolkningsutveckling
| Befolkningsutvecklingen i Lekeryd 1965–2020 | Befolkningsutvecklingen i Lekeryd 1965–2020 | Befolkningsutvecklingen i Lekeryd 1965–2020 | Befolkningsutvecklingen i Lekeryd 1965–2020 | Befolkningsutvecklingen i Lekeryd 1965–2020 |
| ------------------------------------------- | ------------------------------------------- | ------------------------------------------- | ------------------------------------------- | ------------------------------------------- |
|                                             |                                             |                                             |                                             |                                             |
| År                                          |                                             |                                             | Folkmängd                                   | Areal (ha)                                  |
| 1965                                        | 1965                                        |                                             | 263                                         |                                             |
| 1970                                        | 1970                                        |                                             | 495                                         |                                             |
| 1975                                        | 1975                                        |                                             | 619                                         |                                             |
| 1980                                        | 1980                                        |                                             | 813                                         |                                             |
| 1990                                        | 1990                                        |                                             | 870                                         | 66                                          |
| 1995                                        | 1995                                        |                                             | 820                                         | 67                                          |
| 2000                                        | 2000                                        |                                             | 779                                         | 67                                          |
| 2005                                        | 2005                                        |                                             | 763                                         | 68                                          |
| 2010                                        | 2010                                        |                                             | 817                                         | 70                                          |
| 2015                                        | 2015                                        |                                             | 788                                         | 78                                          |
| 2020                                        | 2020                                        |                                             | 777                                         | 79                                          |
| Anm.: Ny tätort 1965                        |                                             |                                             |                                             |                                             |

## Samhället
Samhället består av ett antal mindre butiker, en bensinmack, en frisersalong, en pizzeria, en bilverkstad och Ica Nära "Ohlssons". Det finns tre kyrkor, däribland Lekeryds kyrka. Skolan heter Lekerydsskolan. 
I Lekeryd låg också det som ansågs vara Sveriges första folkbibliotek. Det lades ner i mitten av 2010-talet, Kyrkan härstammar från 1100-talet.

## Kommundelen Lekeryd
Kommundelen ligger öster om Huskvarna och gränsar till Aneby kommun. I kommundelen finns det många sjöar som ingår i Huskvarnaåns avrinningsområde, bland annat Stora Nätaren, Ylen och Stensjön. Länsväg 132 korsar kommundelen, på vilken busslinjen 124 går. Idrottsklubben LSSK har en idrottsplats med olika planer, elljusspår samt möjlighet att åka skidor på vintern.
Till kommundelen Lekeryd hör även Svarttorp, Tovrida udde, Järsnäs, Sund, Ramsjöholm och Ebbarp med flera.